# Bazilica Adormirea Maicii Domnului din Zwolle
Bazilica „Adormirea Maicii Domnului” din Zwolle (în neerlandeză Basiliek van Onze-Lieve-Vrouw-ten-Hemelopneming) este o biserică catolică construită în stil gotic, în secolele al XIV-lea-al XV-lea. Este loc de pelerinaj și face parte din categoria bazilicilor minore.

## Istorie
Bazilica actuală a fost construită în patru etape. Capela a fost construită în 1394-1399. Construcția naosului a fost finalizată în 1454. Din 1463 până în 1484 a fost construit turnul, din cauza aspectului, cupola montată în 1540, a fost denumită de către localnici « Peperbus ».
Asupra Țărilor de Jos s-au abătut tulburările religioase. La 15 iunie 1580, preotul Hendricus a predicat pentru ultima oară în bazilică, sprijinindu-se pe textul Sf. Evanghelii după Sf. Luca, capitolul 21, versetul 9, după care a fost exilat din oraș. 
Ca urmare a Reformei Religioase Protestante, cultul romano-catolic și-a desfășurat în mod clandestin activitatea. Între 1580 și 1810, biserica a fost folosită în scopuri seculare: circ, adăpost pentru familiile nevoiașe, magazie de lemne, magazie de fân, ateliere, loc de exerciții militare (tir)...  
În 1809, Napoleon I a redat catolicilor bazilica, pe care, după reparații, o folosesc în serviciul religios din  1811.  Adăugate, în timpul lucrărilor de restaurare din 1871, transeptele au fost eliminate în 1975. Turnul bisericii (« Peperbus ») a rămas, până astăzi, în administrarea și în folosința autorităților locale.
Bazilica a fost resfințită de cardinalul Willebrands, în anul 1981, pentru prima oară după preluarea ei de către catolici, în 1809. 
Papa Ioan Paul al II-lea a fost în bazilică, la 18 octombrie 1999, la cea de-a 600 aniversare a acesteia și a ridicat-o la categoria de basilica minor.

## Moaștele Fericitului Thomas a Kempis

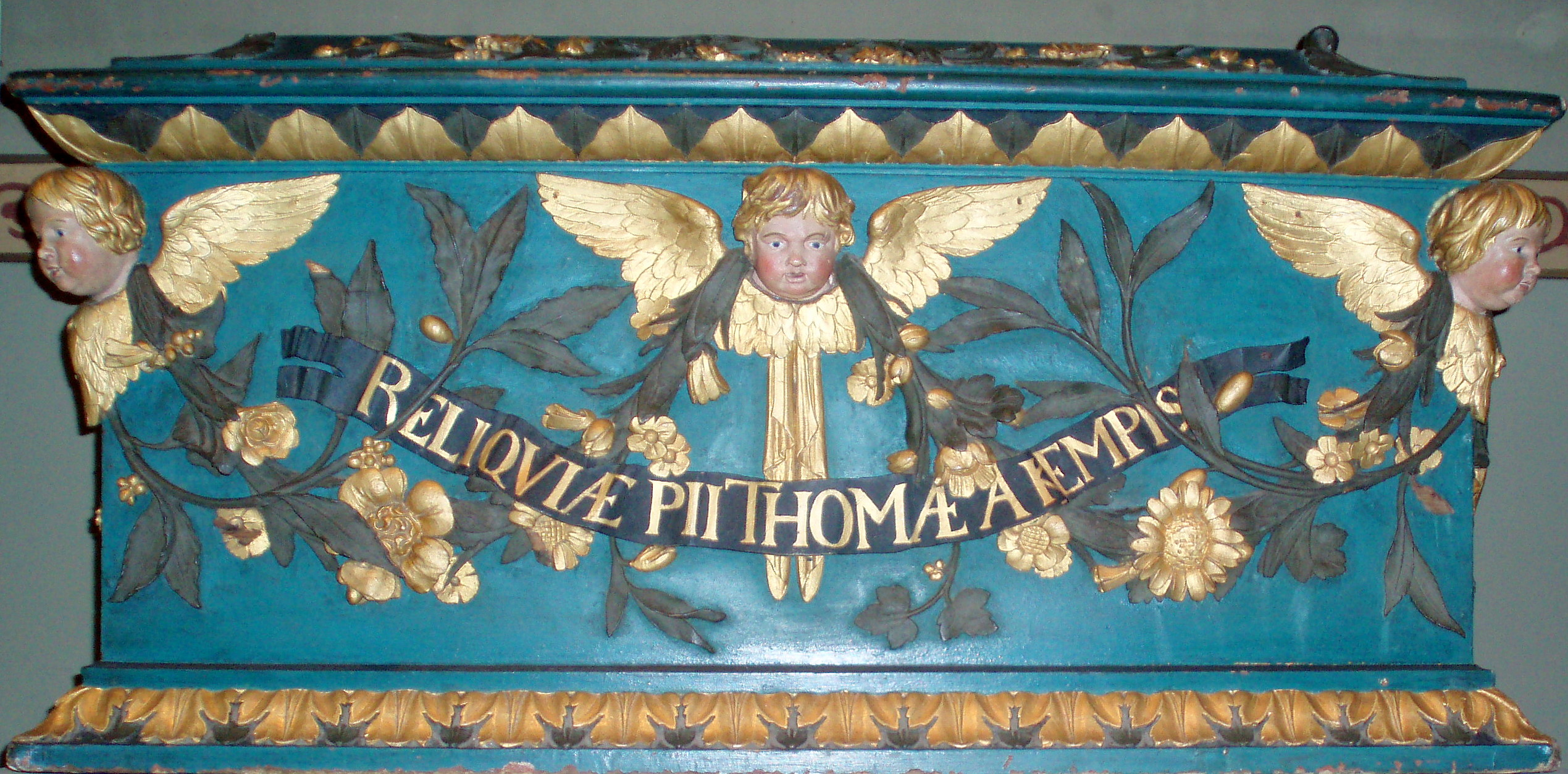
Relicvariul cu moaștele Fericitului Thomas a Kempis

Din 2006, moaștele / relicvele Fericitului Thomas a Kempis se află  în Bazilica „Adormirea Maicii Domnului” din Zwolle. Până în 2005, moaștele / relicvele Fericitului Thomas a Kempis se aflau într-unul din altarele Bisericii Sf. Mihail din Zwolle.

## Galerie de imagini

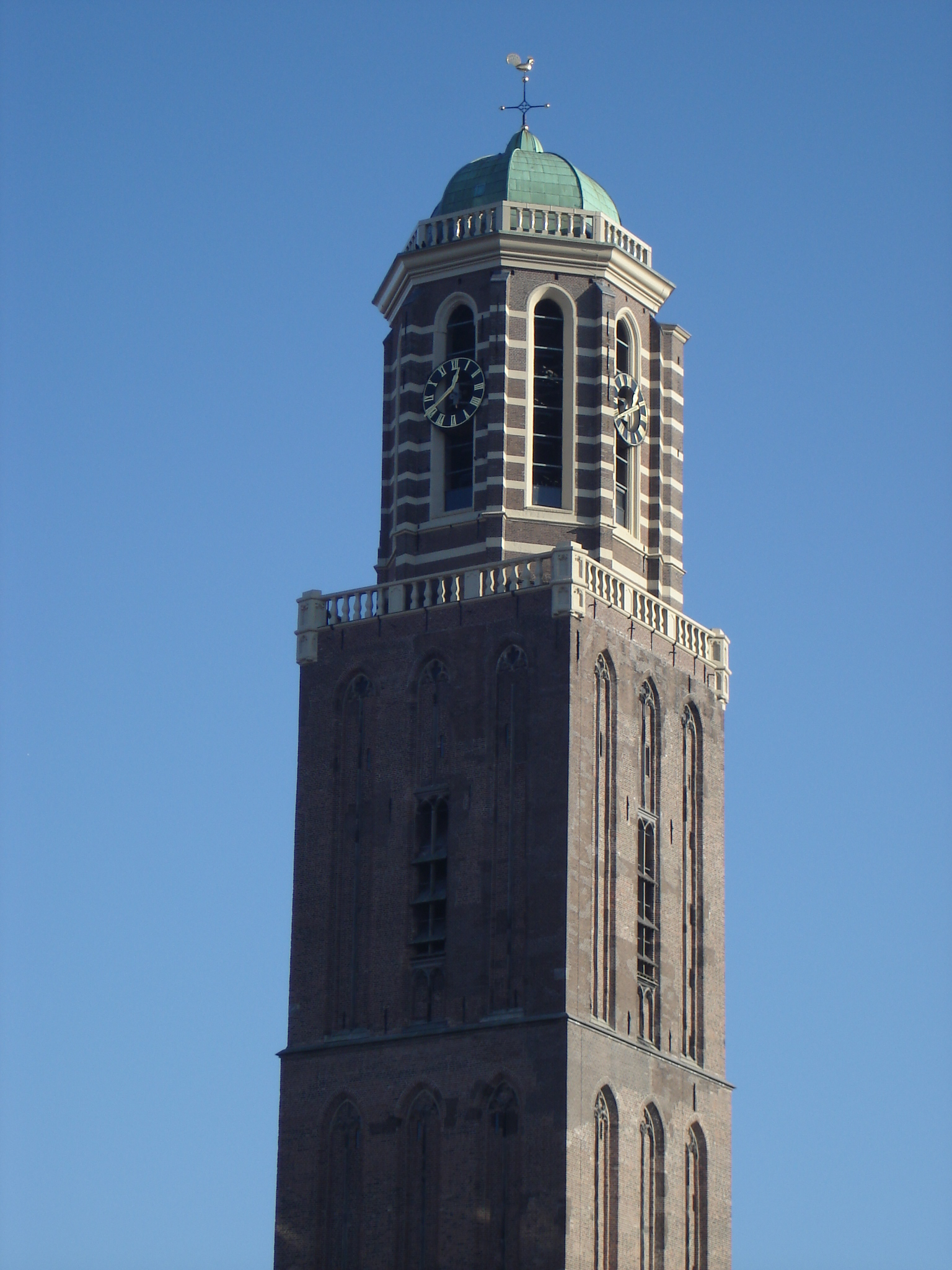
Turnul « Peperbus »[1].
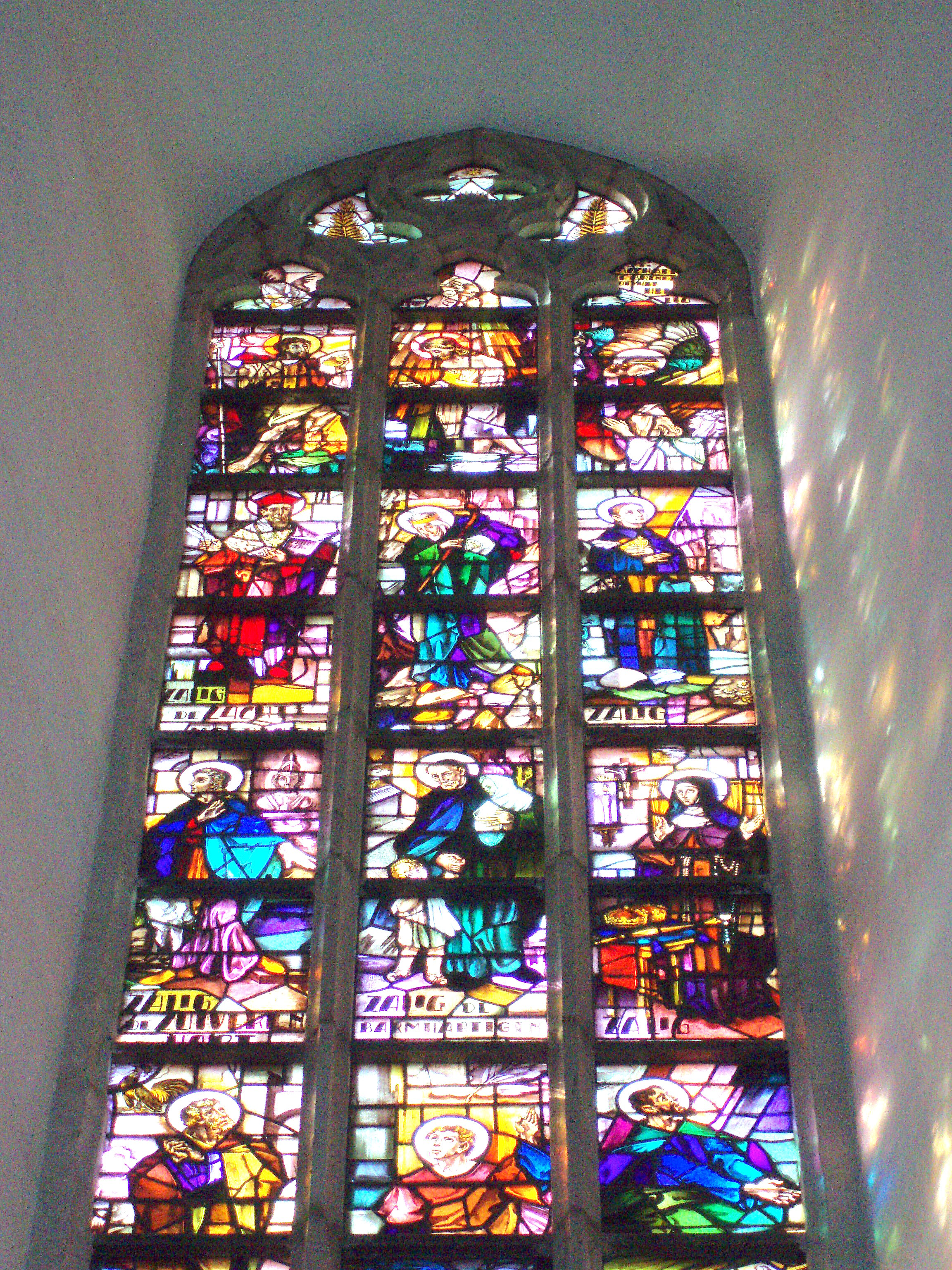
Vitralii din bazilică
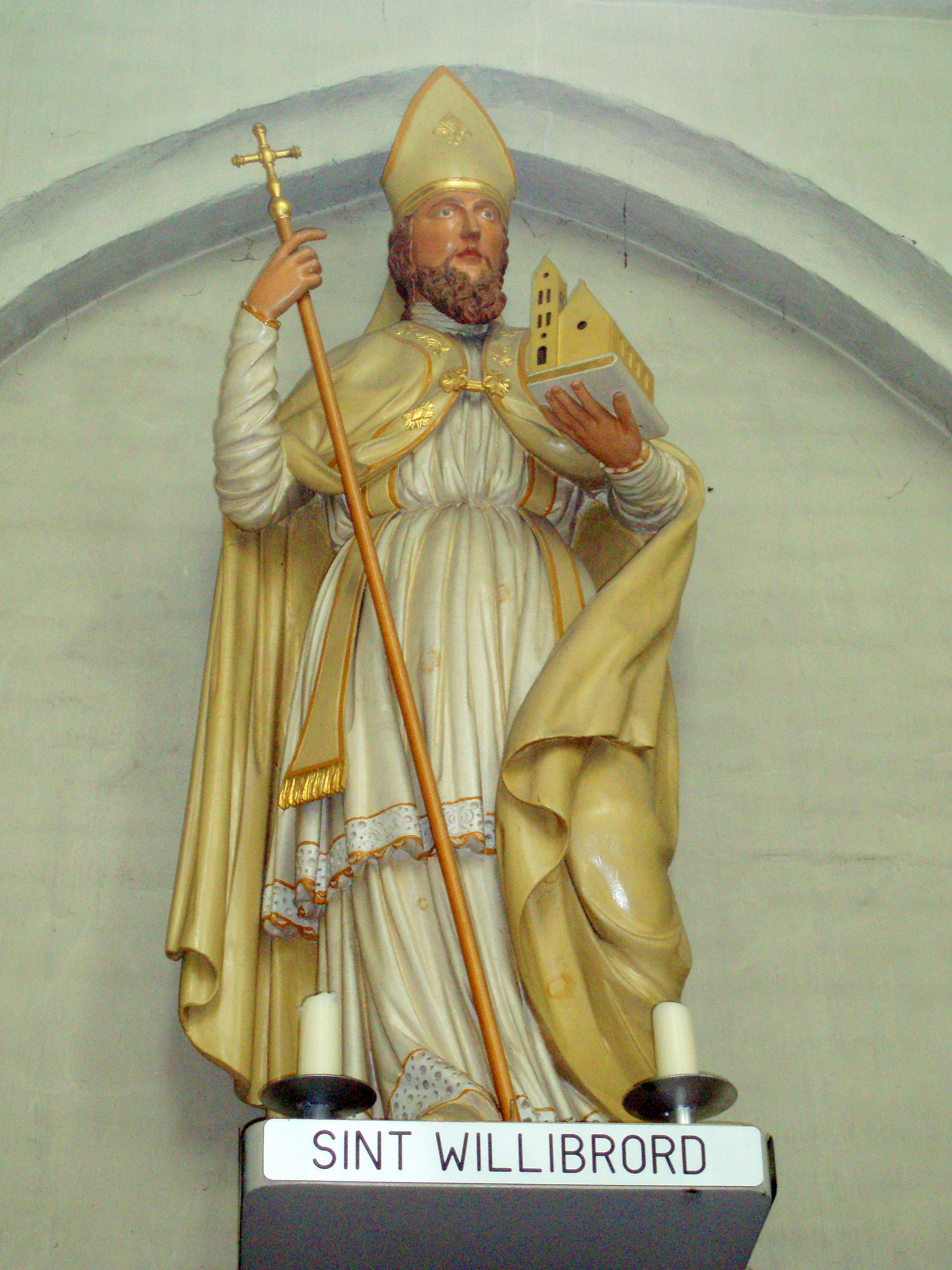
Statuia Sfântului Willibrord[5] de Utrecht
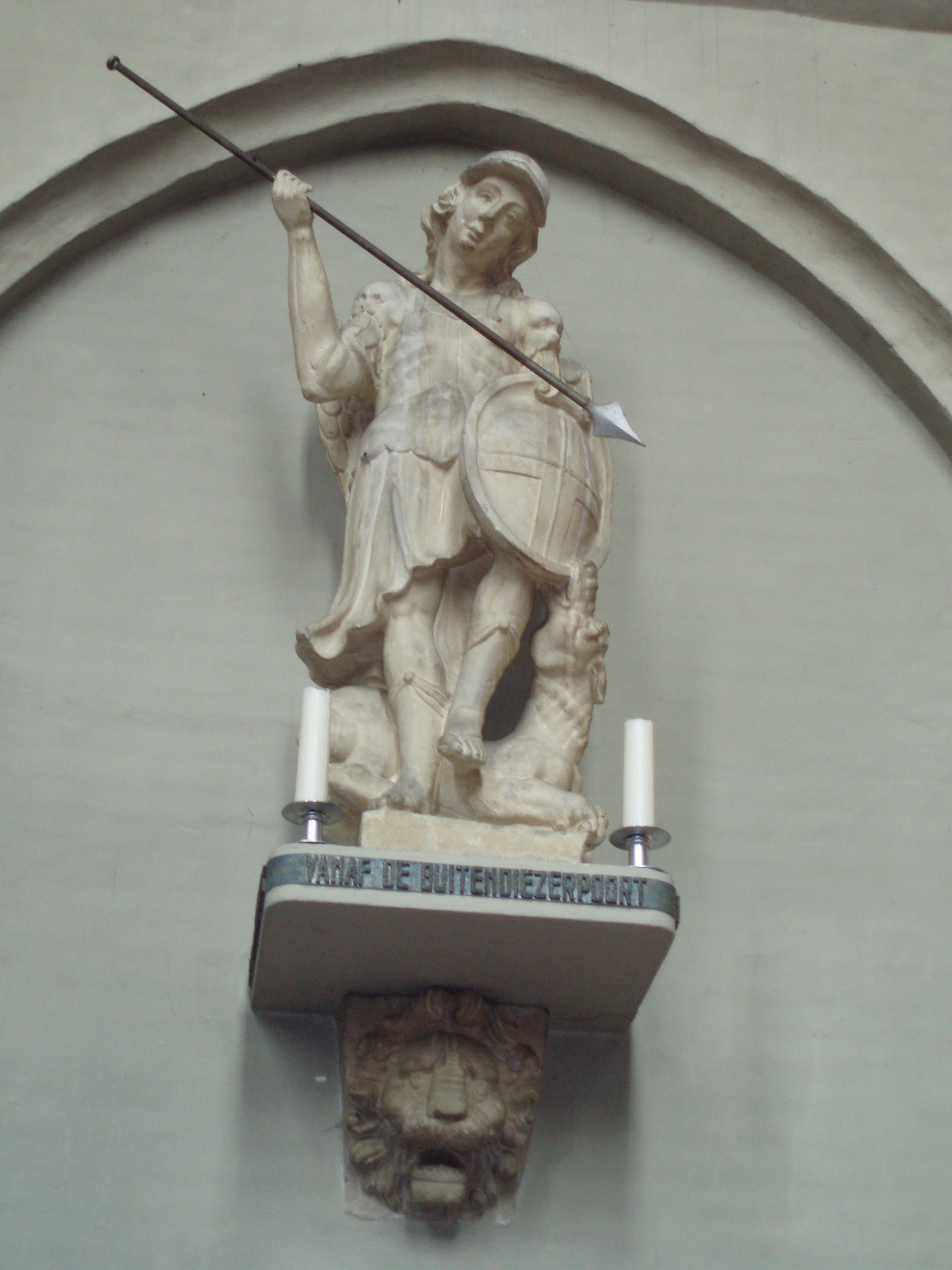
Statuia Sfântului Arhanghel Mihail, în Bazilica Adormirea Maicii Domnului din Zwolle